# Рабдоміосаркома
Рабдоміосаркома (RMS) — злоякісна пухлина, що походить зі скелетних (поперечно-смугастих) м'язів та розвивається з мезенхімальних клітин, які не змогли повністю диференціюватися в міоцити; у дорослих характеризується слабо диференційованими довгастими або округлими, химерної форми клітинами з великими яскраво забарвленими ядрами. Клітини пухлини ідентифікуються як рабдоміобласти.

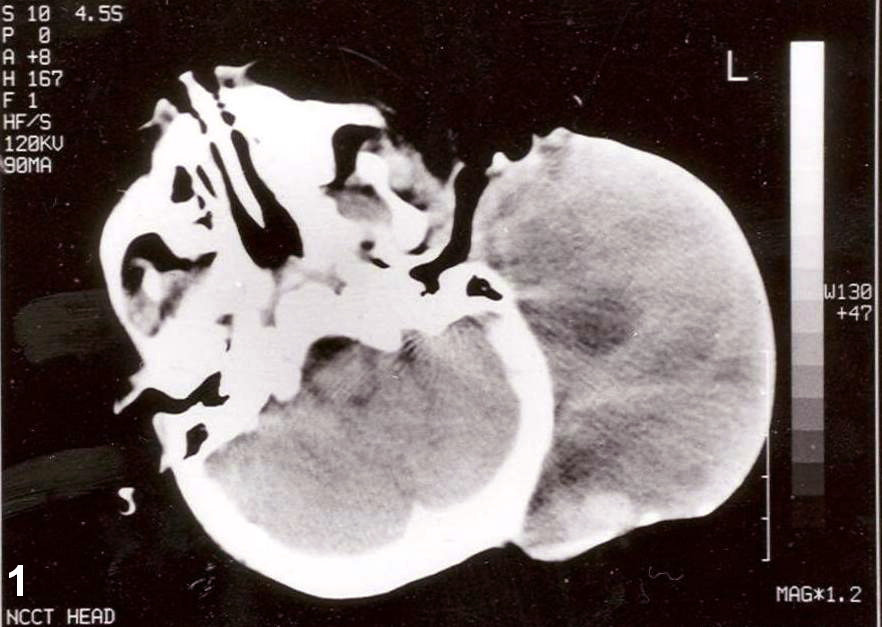
Неконтрастна КТ голови, що виявила вроджену альвеолярну рабдоміосаркому

## Причини появи
Існує чотири підтипи рабдоміосаркоми — ембріональна рабдоміосаркома (англ. embryonal rhabdomyosarcomas), альвеолярна рабдоміосаркома, плеоморфна рабдоміосаркома (англ. pleomorphic rhabdomyosarcoma) та клітина веретена / склерозуюча рабдоміосаркома. Ембріональні та альвеолярні є основними групами, і ці типи є найпоширенішими саркомами м'яких тканин дитячого та юнацького віку. Плеоморфний тип зазвичай зустрічається у дорослих. Зазвичай ця пухлина вражає м'язи кінцівок.

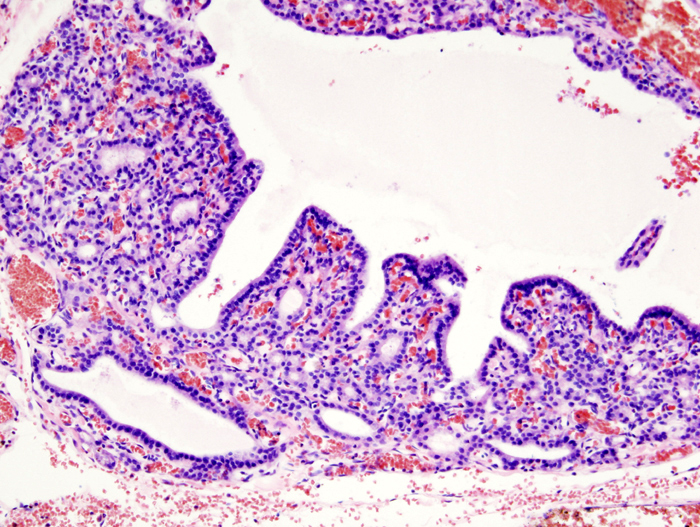
Виявлення рабдоміосаркоми за допомогою фарбування гематоксиліном-еозином.

Традиційно рабдоміосаркому вважають дитячою хворобою, оскільки переважна більшість випадків трапляється в осіб віком до 18 років. Зазвичай це описується як одна з дрібно-синьо-круглоклітинних пухлин дитячого віку, яку можна виявити завдяки фарбуванню гематоксиліном-еозином. Всупереч відносній рідкості, вона становить приблизно 40 % усіх зареєстрованих сарком м'яких тканин.
Ці пухлини класифікуються на:
- муковидні (botryoid), які зазвичай розвиваються у вагіні, сечовому міхурі, вусі тощо;
- ембріональні (embryonal), найчастіше розвиваються на голові і шиї, особливо поблизу очних ямок;
- альвеолярні (alveolar), що розвиваються в основі великого пальця.

RMS може виникати в будь-якому місці м'яких тканин в організмі, але, головним чином, виявляється в голові, шиї, очниці, сечостатевих шляхах, статевих органах та кінцівках. Чітких факторів ризику немає, але хвороба пов'язана з деякими вродженими аномаліями.
Симптоми
Ознаки та симптоми відрізняються залежно від місця пухлини, і прогноз тісно пов'язаний з розташуванням первинної пухлини. Загальні місця метастазування включають легені, кістковий мозок та кістки. Існує багато систем класифікації середньоквадратичних значень та різноманітність визначених гістологічних типів. Ембріональна рабдоміосаркома є найпоширенішим видом і охоплює близько 60 % випадків.

## Лікування
Чіткий діагноз має вирішальне значення для ефективного лікування. Точна та швидка діагностика часто буває важкою через неоднорідність RMS-пухлин та відсутність сильних генетичних маркерів захворювання.
Лікування зазвичай передбачає поєднання хірургічного втручання, хіміотерапії та опромінення. Шістдесят відсотків до 70 % вперше діагностованих хворих на неметастатичну хворобу можна вилікувати за допомогою цього комбінованого підходу до терапії. Всупереч агресивному мультимодальному лікуванню, менше 20 % пацієнтів з метастатичними RMS здатні вилікуватися від своєї хвороби.
Плеоморфні і альвеолярні рабдоміосаркоми погано піддаються лікуванню; гроновидні рабдоміосаркоми лікуються комбіновано: променева терапія, хірургічне видалення і призначення хворому спеціальних лікарських речовин.
Ембріональна рабдоміосаркома, якщо її лікування розпочато на ранній стадії, зазвичай виліковується за допомогою променевої терапії та спеціальних лікарських речовин (включаючи вінкристин, актиноміцин D і циклофосфамід).